# مایا (فیلم)
مایا (انگلیسی: Maya) یک فیلم به کارگردانی جان بری و بر پایۀ یک کتاب مصور به همین نام است که در سال ۱۹۶۶ منتشر شد. از بازیگران آن می‌توان به جی نورث، ساجد خان و کلینت واکر اشاره کرد.
بعدها در ادامهٔ این فیلم، یک سریال تلویزیونی نیز به نامِ مایا ساخته شد.